# Макаревичі

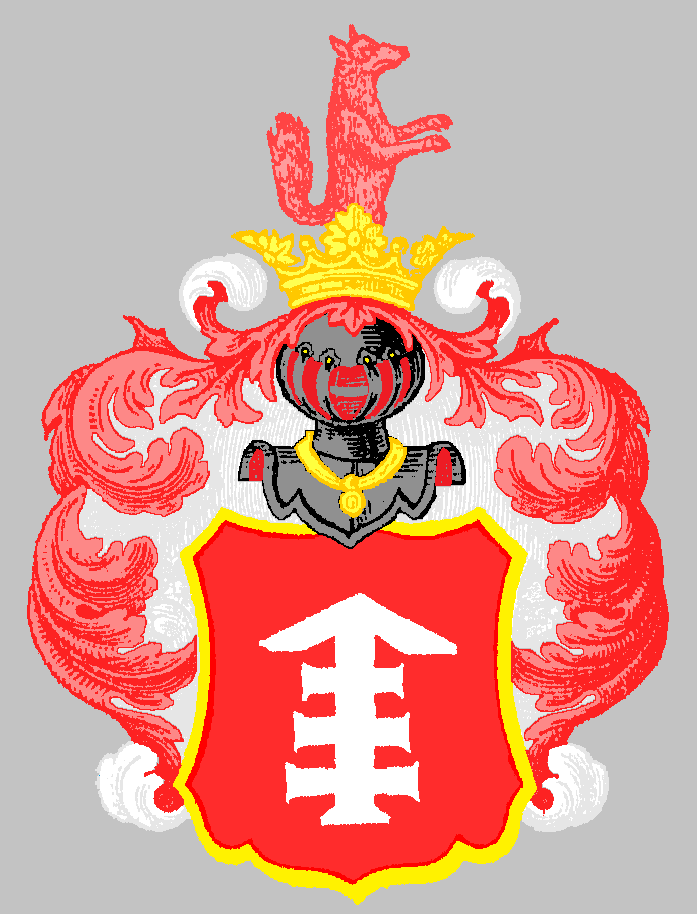
Герб Макаревичів (Лис)

Макаревичі — великі київські землевласники XVI–XVII століття гербу Лис, нащадки роду Васенцевичів.

## Походження
В польських джерелах знаходимо:
|  | З них Макар став власником маєтків Ясинич та Бородянки. Після нього його син Андрій, як і інші його нащадки стали писатися Макаревичами, назва Васенцевич зберігається як прізвисько. Якраз Андрій мав двох синів: Миколу та Григорія. Микола Макаревич, дідич Бородянки, заступник київського воєводи, народжений у грецькій вірі, став першим ревним прихильником реформи і навіть своїх синів до цього віровизнання схилив. Після смерті його Кшиштоф Макаревич став дідичем Бородянки, але цей бажаючи ухилитися від переслідувань свого ворога Самійла Лаща, коронного стражника, який навіть 25 січня 1640 року напав на нього, повністю покинув київське довкілля і ще того ж року у Варшаві продав Бородянку Андрію Дрогоєвському |

.

## Відомі представники

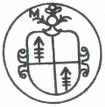
Відбиток печатки Миколи Макаревича

- Макар Дмитрович[3] Васенцевич — власник Бородянки та Ясинич.
  - Андрій Макарович — власник Бородянки та Ясинич.
    - Микола Андрійович — заступник київського воєводи. Перша дружина — Анна Іванівна Харленська гербу Боньча, донька Луцького підкоморія[4][5]. Друга дружина — Катерина Грабінчанська.
      - Кшиштоф Миколайович (пом.1644, Городль, похований: Гарленж) — від першої дружини. 12 серпня 1609 року пограбував буду села церковного Бабинець, що належала Мартину Кавецькому[6]. Був послом на сейм 1629 року, звідкіля став депутатом на Радомський трибунал. Одружений з Анною-Кшиштофою Малинською гербу .
      - Олександр Миколайович — від першої дружини. Загинув в Угорщині на війні з турками.
      - Андрій Миколайович — від першої дружини. Лицар.
      - Іван Миколайович — від другої дружини. Заступник судді у Мінську.
      - Юрій Миколайович — від другої дружини.
      - Олена Миколаївна — від другої дружини. Одружена з Валеріаном Лащем, небожем Самійла Лаща.
      - Софронія Миколаївна — від другої дружини. Чорниця Св. Домініка.

    - Григорій Андрійович — земський суддя у Мінську, посол (1588 року) до Сигізмунда III від імені всіх литовських станів, земський суддя у Мінську(1590 року)[7].

Михайло — староста у Києві (Гродно) в 1674 році.
Станіслав — староста у Гродно (Києві) в 1674 році.
Невідома — дружина Мартина Богдановича Беніцького гербу Натарч, земського писаря у Мінську.